# Distrito de Muret
El distrito de Muret es un distrito (en francés arrondissement) de Francia, que se localiza en el département de Alto Garona (en francés Haute-Garonne), de la région de Mediodía-Pirineos. Cuenta con 11 cantones y 126 comunas.

## División territorial

### Cantones
Los cantones del distrito de Muret son:
1. Cantón de Auterive
2. Cantón de Carbonne
3. Cantón de Cazères
4. Cantón de Cintegabelle
5. Cantón de Le Fousseret
6. Cantón de Montesquieu-Volvestre
7. Cantón de Muret
8. Cantón de Portet-sur-Garonne
9. Cantón de Rieumes
10. Cantón de Rieux-Volvestre
11. Cantón de Saint-Lys

### Comunas
| 1. Aignes (31002)                   | 2. Auribail (31027)                   | 3. Auterive (31033)                | 4. Bax (31047)                         |
| 5. Beaufort (31051)                 | 6. Beaumont-sur-Lèze (31052)          | 7. Bois-de-la-Pierre (31071)       | 8. Bonrepos-sur-Aussonnelle (31075)    |
| 9. Boussens (31084)                 | 10. Bragayrac (31087)                 | 11. Bérat (31065)                  | 12. Cambernard (31101)                 |
| 13. Canens (31103)                  | 14. Capens (31104)                    | 15. Carbonne (31107)               | 16. Castagnac (31111)                  |
| 17. Castelnau-Picampeau (31119)     | 18. Casties-Labrande (31122)          | 19. Caujac (31128)                 | 20. Cazères (31135)                    |
| 21. Cintegabelle (31145)            | 22. Couladère (31153)                 | 23. Eaunes (31165)                 | 24. Empeaux (31166)                    |
| 25. Esperce (31173)                 | 26. Le Fauga (31181)                  | 27. Fonsorbes (31187)              | 28. Fontenilles (31188)                |
| 29. Forgues (31189)                 | 30. Le Fousseret (31193)              | 31. Francon (31196)                | 32. Frouzins (31203)                   |
| 33. Fustignac (31204)               | 34. Gaillac-Toulza (31206)            | 35. Gensac-sur-Garonne (31219)     | 36. Goutevernisse (31225)              |
| 37. Gouzens (31226)                 | 38. Gratens (31229)                   | 39. Grazac (31231)                 | 40. Grépiac (31233)                    |
| 41. Labarthe-sur-Lèze (31248)       | 42. Labastide-Clermont (31250)        | 43. Labastidette (31253)           | 44. Labruyère-Dorsa (31256)            |
| 45. Lacaugne (31258)                | 46. Lafitte-Vigordane (31261)         | 47. Lagardelle-sur-Lèze (31263)    | 48. Lagrâce-Dieu (31264)               |
| 49. Lahage (31266)                  | 50. Lahitère (31267)                  | 51. Lamasquère (31269)             | 52. Lapeyrère (31272)                  |
| 53. Latour (31279)                  | 54. Latrape (31280)                   | 55. Lautignac (31283)              | 56. Lavelanet-de-Comminges (31286)     |
| 57. Lavernose-Lacasse (31287)       | 58. Lescuns (31292)                   | 59. Lherm (31299)                  | 60. Longages (31303)                   |
| 61. Lussan-Adeilhac (31309)         | 62. Mailholas (31312)                 | 63. Marignac-Lasclares (31317)     | 64. Marignac-Laspeyres (31318)         |
| 65. Marliac (31319)                 | 66. Marquefave (31320)                | 67. Martres-Tolosane (31324)       | 68. Massabrac (31326)                  |
| 69. Mauran (31327)                  | 70. Mauressac (31330)                 | 71. Mauzac (31334)                 | 72. Miremont (31345)                   |
| 73. Mondavezan (31349)              | 74. Montastruc-Savès (31359)          | 75. Montaut (31361)                | 76. Montberaud (31362)                 |
| 77. Montbrun-Bocage (31365)         | 78. Montclar-de-Comminges (31367)     | 79. Montesquieu-Volvestre (31375)  | 80. Montgazin (31379)                  |
| 81. Montgras (31382)                | 82. Montoussin (31387)                | 83. Montégut-Bourjac (31370)       | 84. Monès (31353)                      |
| 85. Muret (31395)                   | 86. Noé (31399)                       | 87. Palaminy (31406)               | 88. Peyssies (31416)                   |
| 89. Le Pin-Murelet (31419)          | 90. Pins-Justaret (31421)             | 91. Pinsaguel (31420)              | 92. Plagne (31422)                     |
| 93. Plagnole (31423)                | 94. Le Plan (31425)                   | 95. Polastron (31428)              | 96. Portet-sur-Garonne (31433)         |
| 97. Poucharramet (31435)            | 98. Pouy-de-Touges (31436)            | 99. Puydaniel (31442)              | 100. Rieumes (31454)                   |
| 101. Rieux-Volvestre (31455)        | 102. Roques (31458)                   | 103. Roquettes (31460)             | 104. Sabonnères (31464)                |
| 105. Saiguède (31466)               | 106. Saint-Araille (31469)            | 107. Saint-Christaud (31474)       | 108. Saint-Clar-de-Rivière (31475)     |
| 109. Saint-Hilaire (31486)          | 110. Saint-Julien-sur-Garonne (31492) | 111. Saint-Lys (31499)             | 112. Saint-Michel (31505)              |
| 113. Saint-Sulpice-sur-Lèze (31517) | 114. Saint-Thomas (31518)             | 115. Saint-Élix-le-Château (31476) | 116. Sainte-Foy-de-Peyrolières (31481) |
| 117. Sajas (31520)                  | 118. Salles-sur-Garonne (31525)       | 119. Sana (31530)                  | 120. Saubens (31533)                   |
| 121. Savères (31538)                | 122. Seysses (31547)                  | 123. Sénarens (31543)              | 124. Venerque (31572)                  |
| 125. Vernet (31574)                 | 126. Villate (31580)                  |                                    |                                        |